# 吉川惣司
吉川 惣司（よしかわ そうじ、1947年2月22日 - ）は、日本のアニメ監督、脚本家、演出家、アニメーター、キャラクターデザイナー、舞台演出家、小説家。東京都出身。

## 来歴
高校2年生の時、新聞に載っていた虫プロのアニメーター募集広告を見て応募し、合格。もともとは美大に進学するつもりだったが、高校を中退して第1期生として入社。国産初のテレビアニメ『鉄腕アトム』の制作に参加する。
1964年、杉井ギサブロー、出崎統、奥田誠治らとともにアートフレッシュの創設に参加。独立後もアートフレッシュが関わった虫プロ作品『悟空の大冒険』などにアニメーターとして参加する。
その後、虫プロ以外の東京ムービーやAプロダクション制作の作品にも参加するようになる。バイトで絵コンテを担当していた時、長浜忠夫に可愛がられたためフリーになり片っ端から仕事をしたという。『巨人の星』、『ムーミン』、『あしたのジョー』、『ルパン三世 (TV第1シリーズ)』などの作品で演出・絵コンテなどを担当し、『天才バカボン』で監督デビュー。
1978年、31歳でルパン三世の劇場版第一作『ルパンVS複製人間』を監督する。宮崎駿監督の劇場版第二作『カリオストロの城』が公開時に興行的に苦しんだのに対し、この作品は大ヒットを記録した。しかし、その事が吉川の次の仕事につながることはなく、また宮崎の評価が高まるとともに『カリオストロの城』の人気も大きく上昇したため、次第に『ルパン三世VS複製人間』は顧みられなくなっていった。その後、インターネットの普及とともに鑑賞した人々による口コミで再評価されるようになり、『カリオストロの城』と同等の評価を得るようになった。
1970年代後半から1980年代にかけては富野由悠季監督や高橋良輔監督のサンライズのロボットアニメに数多く参加し、脚本を提供した。
2001年から2003年にかけて放送されたゲーム『星のカービィ』のアニメ版の総監督を務めた。また制作は、吉川が取締役シニアディレクターに就任していたCG制作会社ア・ウンエンタテインメント（その後、ダイナメソッドに改称）が担当した。

## 人物
もともと大のアニメ好きで、8ミリカメラでアニメを作ったりしていた。また、アニメ業界入りのきっかけとなった虫プロを率いた手塚治虫のファンだった。少年時代に講談社の『少年少女世界科学冒険全集』を読んで以来、SFファン。
作品製作に於いては、1つのイメージに拘る性格で、事前の準備段階で自身の考えを暖める時間を必要とするタイプであり、場当たり的な作品づくりが苦手であると述べている。
アニメ制作において原画・絵コンテ・演出・脚本・監督と全ての役割をこなし、その制作工程全てにおいて指揮を執る。またアニメ以外にも、劇団飛行船にて原作・脚本・演出・総監督を担当。きっかけは、TVアニメ『ムーミン』の仕事をしていた際に、監督のおおすみ正秋に同劇団の『アラジン』のスクリーン映像の手伝いを頼まれたことである。アニメのノベライズやスピンオフを中心に小説家としても活動もする。2003年、理学博士の矢島道子との共著『メアリー・アニングの冒険 恐竜学をひらいた女化石屋』(朝日選書)を発売する。
監督を務めた映画『ルパン三世 ルパンVS複製人間』では脚本も担当している。ただし、大和屋竺との連名となっているが、実際は吉川が一人で執筆している。まず2人でアイデア出しとプロット作りを行った後、初稿を吉川一人で書き上げてプロデューサーに提出した。その後、吉川は大和屋に手直しするかどうかを打診したが、そのままでいいという了承を得たため、その案が採用された。しかし、吉川の大和屋への敬意から連名クレジットとしている。
『戦闘メカ ザブングル』では当初、監督就任が予定されていた。しかし、多忙を理由に降板を申し入れ、脚本のみの参加となった。代役は富野由悠季が務めた。
『装甲騎兵ボトムズ』ではメインライターとして物語に深く関わっているが、インタビューで「『ルパンVS複製人間』でやり残したことがやりたかった」と語っている。
『星のカービィ』の第100話「飛べ! 星のカービィ」で話の筋道や展開などにいくつかの問題・矛盾点・強引さが散見された背景には、最終回の脚本を務めた総監督の吉川が当時「今日明日が峠」と言われた妻の危篤を知らされ、今際の際に立ち会うため急ぎ足で脚本を不完全のまま出さざるを得なかったという事情がある。

## 発言
- 入社当時の虫プロについては、「アニメーターに演出をやる力はなく、演出部も甚だ力不足。そもそも手塚さんの演出がダメでした」と酷評し、「まともに見れたのは山本暎一さんぐらいだった」と述懐している[11]。
- ロボットアニメについて、「大人になり切れない若者向けのジャンル」で、世界的に見ても非常にローカルなコンテンツだとして、「『新世紀エヴァンゲリオン』などの奇妙なヒットでアニメの人気が維持されている面があるのが残念です」とコメントし、「何時までも伝統にしていては未来はありません」「子供やファミリー向けの作品に資金を注いで、アニメを子供に返す努力が必要です」と指摘している[12]。
- 『ルパン三世』について、「ぼくは本当は『ルパン三世』っていう作品を、それほど好きなわけじゃなかったんです。今から考えれば、大して関心なかったんですよネ。これは、遊び場として何か遊べば良いっていう風にしか思っていなかった。」とコメントしている[13]。
- 『星のカービィ』について、「最初はゲーム原作と聞いて抵抗があったんですよ。というのは、ゲームのアニメ化というのは、たいがいうまくいかないことが多いんですね。もともとアニメ用に作られたキャラクターではないですから、難しいなあと思いまして。ところが、やり始めてみると、アニメの世界で長い間忘れられていたシンプルさ、強さをもっているキャラクターだったわけです。ですから、いまは『いい作品にめぐりあえたなあ』という思いでいっぱいです。」とコメントしている[14]。
- 「日本のアニメはコミックの影響を受けていて、論理や理性というよりは情念みたいなもので突っ走っていることが多い。表現したいという気持ちはあるんでしょうけど、クールに読めないものが多いですよね。皮膚感覚ばかり刺激していて、ウェルメイドなものをちゃんと追及していないんじゃないかと思います。」と評し[14]、「ミュージカルが好きなのも、オペラが好きなのも、根っこはアニメですね。アニメがおもしろいのは、ハリウッドなんですよ。日本で実写をやろうとすると、昔は『飯モノ、刑事モノ、捕物』といって、本当に限定されたジャンルしか作れなかったんです。でも、アニメにはフランス革命はあるわ、宇宙はあるわ、なんでもありですよね。ジャンルの垣根がメチャメチャに広いんですよ。僕は何度か『実写の脚本も書かないか?』と言われたけれど、全然やる気がないんです。日本でやるんだったら、アニメのほうがおもしろいですよ。」とコメントし、アニメの一番の魅力について、「いい意味での現実逃避じゃないでしょうか。悪いことではないですよね。上質なエンタテイメントは本当にスカッとするし、『いい酒を飲んだなあ』みたいな気持ちになれますよね。」とコメントしている[15]。

## 評価・影響
- 『世界と日本のアニメーションベスト150』の監督ランキングベスト100で94位にランクインしている[16]。
- 大塚康生はインタビューで日本のアニメ界を代表するメンバーとして宮崎駿、高畑勲、出崎統、吉川を挙げている[17]。
- おおすみ正秋は「ルパン三世が始まると第1話のコンテを吉川が、第2話を奥田誠治が第3話を出崎統、富野喜幸は『ムーミン』の主力コンテマンとして大いに助けられた。彼らに共通するのは映画文法を学ぼうというピュアな姿勢で、静止画という条件があっても、漫画コマ割りの応用では駄目だという思いを持っていたように思う。」とコメントしている[18]。
- 奥田誠治は「私は『ルパン三世』のファースト(『ルパン三世(第1シリーズ)』)にも参加しているんですが、ファーストらしさは1話から4話しかないと思っているんです。その絵コンテを作ったのは、1話が吉川(高橋和美名義)、2話が私で、3話は出崎統(斉九洋名義)、4話は石黒昇です。ファーストは、その4人が全力を出し切ったんです。これが、今でも『ルパン三世』のスタイルになっていると思います。」とコメントしている[19]。
- 明田川進は「アートフレッシュのメンバーはエリート集団でしたからね。」と評し、杉井ギサブローは「アートフレッシュはアニメ界で最初の独立プロだったと思いますが、独立プロは常に風前の灯で保証なんて何もないですからね。いつ会社が駄目になっても食べていけるぐらいのやつばかり集めようと、アニメーターの吉川惣司君、奥田誠治君、宇田川一彦君、そして制作に福島信行さんなど腕に覚えがある人たちばかりが7人集まりました。」とコメントしている[20]。
- 芝山努は『天才バカボン』において「吉川さんが本当に動きを面白くするんですよ。」とコメントしている[21]。
- 高橋良輔曰く、「作り手としてセクシーなんですよ。ものすごく神経が尖っていて、なおかつパワフル。世俗的なことには執着しない。」[22]
- 湖川友謙曰く、「大変に優れた方で、アニメーターから出発して、今では監督、ライターと活躍されてます。」[23]
- こだま兼嗣は吉川の描いた『ルパン三世 ルパンVS複製人間』の絵コンテを「何十回も読み込んで画面の作り方やテンポの出し方を学んだ。」と答えている[24]。
- ゾルゲ市蔵は「吉川惣司はちゃんと凄い。「マモー」やって「ダグラム」のキャラデザもやって、何より「ボトムズ」だ。「星のカービィ」だって評価高い。何というか樋口真嗣的な人の良さがうかがわれて、そこで損してる印象がある。もちょっとしたらもっと評価されるんじゃないかしらん。」とツイートしている[25]。
- 谷村正仁は「吉川監督ほど作品作りにこだわりを持っていらっしゃる方は初めてでした。仕事の経歴をおうかがいすると、アニメだけではなくアニメと舞台演技との融合に取り組まれるなど実に幅広いんですね。前例のないことに積極的にトライされている。」とコメントしている[26]。
- 大山くまおは「『ルパン三世 ルパンVS複製人間』が公開されたのが31歳の時だから、その早熟ぶり、天才ぶりがうかがい知れる。」とコメントしている[4]。
- 小川びいは「アニメ界では才人としてつとに知られる方。」とコメントしている[27]。

## 受賞歴
- 1978年「東南アジア映画祭」批評家賞受賞[2]
  - 受賞作品：『ルパン三世 ルパンVS複製人間』
  - 受賞理由：パックス・アメリカーナ（アメリカによる世界支配構造）への痛烈な風刺
- 1984年『アニメージュ』誌上企画「第6回アニメグランプリ」脚本部門(五武冬史、鳥海尽三と共に受賞)
  - 受賞作品：『装甲騎兵ボトムズ』

## 参加作品

### テレビアニメ
- 鉄腕アトム（1963-1966年） - 作画
- 新宝島（1965年） - 作画[28]
- 孫悟空が始まるよー 黄風大王の巻（パイロット版[注 2]）（1966年） - 作画[29]
- 悟空の大冒険（1967年） - 作画
- ファイトだ!!ピュー太（1968年） - 作画・演出（第5話）※演出デビュー作
- 巨人の星（1968-1971年）[注 3] – 絵コンテ・演出
- ムーミン（1969-1970年） - 絵コンテ
- あしたのジョー（1970-1971年） - 各話演出
- 天才バカボン（1971年） - 監督（シリーズ前半[注 4]）※初監督作品
- ルパン三世 (TV第1シリーズ)（1971-1972年） - 絵コンテ[注 5][2]
- 国松さまのお通りだい（1971-1972年） - 演出（第32話）
- 赤胴鈴之助  (1972-1973年)　- 絵コンテ
- アニメドキュメント ミュンヘンへの道（1972年） - 監督（アニメーション監督）
- ジャングル黒べえ  (1973年)  - 絵コンテ
- ドラえもん（日テレ版）（1973年） - 絵コンテ
- ワンサくん（1973年）各話演出
- 荒野の少年イサム（1973-1974年） - 絵コンテ[31]
- ゼロテスター（1973-1974年） - 脚本
- 空手バカ一代（1973-1974年） - 絵コンテ
- エースをねらえ!（1973-1974年） - 絵コンテ
- 侍ジャイアンツ（1973-1974年） - 絵コンテ
- 星の子チョビン（1974年） - 脚本
- ラ・セーヌの星（1975年） - 脚本[注 6]
- ガンバの冒険（1975年） - 脚本[32]
- タイムボカン（1975-1976年） - 脚本
- アンデス少年ペペロの冒険（1975-1976年） - 脚本[注 7]
- 大空魔竜ガイキング（1976-1977年） - 脚本
- UFO戦士ダイアポロン（1976年） - 脚本
- ブロッカー軍団IVマシーンブラスター（1976-1977年） - 脚本
- ポールのミラクル大作戦（1976-1977年） - 脚本
- ろぼっ子ビートン（1976-1977年） - 脚本
- おれは鉄兵（1977-1978年） - 脚本
- 惑星ロボ ダンガードA（1977-1978年） - 脚本
- 超合体魔術ロボ ギンガイザー（1977年） - 脚本
- 無敵超人ザンボット3（1977-1978年） - 脚本
- 無敵鋼人ダイターン3（1978-1979年） - 脚本
- 未来少年コナン（1978年） - 脚本
- ベルサイユのばら（1979-1980年） - 絵コンテ[注 8]
- ザ☆ウルトラマン（1979-1980年） - 脚本
- サイボーグ009（1979-1980年） - 脚本
- アニメーション紀行 マルコ・ポーロの冒険（1979年） - 脚本
- 太陽の牙ダグラム（1981-1983年） - キャラクターデザイン[注 9]・絵コンテ[注 10][9]
- 名犬ジョリィ（1981-1982年） - 脚本
- 白い牙 ホワイトファング物語[注 11]（1982年） - 監督・絵コンテ
- ゲームセンターあらし（1982年） - 脚本
- 戦闘メカ ザブングル（1982-1983年） - 脚本
- 太陽の子エステバン（1982-1983年） - 脚本
- 装甲騎兵ボトムズ（1983-1984年） - 脚本・絵コンテ[注 12]
- 子鹿物語（1983-1985年） - 脚本
- GALACTIC PATROL レンズマン（1984-1985年） - 脚本
- 機甲界ガリアン（1984-1985年） - 脚本
- ボスコアドベンチャー（1986-1987年） - 脚本
- キシファー（英語版）（1986-1988年[注 13]） - 日本側監督・脚本
- シティーハンター（1987-1988年） - 脚本
- スター・ストリート（英語版）（1989-1990年[注 14]、蘭米合作） - 日本側監督
- スペースオズの冒険（1992-1993年） - 総監督・シリーズ構成・脚本・絵コンテ
- ビット・ザ・キューピッド（1995-1996年[注 15]） - 脚本・シリーズ構成
- モンキーマジック（1999-2000年[注 16]） - 脚本・シリーズ構成
- 星のカービィ（2001-2003年） - 総監督・シリーズ構成・脚本・絵コンテ

### 長編アニメ映画
- ルパン三世 ルパンVS複製人間（1978年、配給：東宝 製作：東京ムービー） - 監督・脚本[注 17]・絵コンテ・演出・キャラクターデザイン（一部）[3][33]
- SF新世紀レンズマン（1984年） - 脚本
- MOTHER 最後の少女イヴ（1993年） - 脚本
- 装甲騎兵ボトムズ ペールゼン・ファイルズ 劇場版  (2009年)　- 脚本(共同)

### 短編アニメ
- ガロン[注 18]（2013年） - 監督・脚本[34]

### OVA
- 装甲騎兵ボトムズ ザ・ラストレッドショルダー（1985年）[注 19] - 脚本
- 装甲騎兵ボトムズ レッドショルダードキュメント 野望のルーツ（1988年） - 脚本
- 海の闇、月の影（1989年） - 脚色
- 装甲騎兵ボトムズ 赫奕たる異端（1994年） - 脚本（全話）
- 沈黙の艦隊（1995-1998年） - 脚本
- 装甲騎兵ボトムズ ペールゼン・ファイルズ（2007-2008年） - 脚本・シリーズ構成

### 舞台
- スターガーディアン（1986年） - 原作・脚本・総監督
- 楽しいムーミン一家 - 脚本
- 白雪姫と7人のこびと - 脚本
- オズの魔法使い - 脚本・演出

## 著作
- 『SF新世紀レンズマン』（E・E・スミス原作、講談社X文庫）1984年
- 『GALACTIC PATROL レンズマン2 バレリア星救出作戦』（E・E・スミス原作、講談社X文庫）1984年
- 『装甲騎兵ボトムズ ザ・ファーストレッドショルダー』（アニメージュ文庫）徳間書店 1988年
- 『装甲騎兵ボトムズ ザ・ラストレッドショルダー』（アニメージュ文庫）徳間書店 1988年
- 『愛蔵版 装甲騎兵ボトムズ ザ・ラストレッドショルダー』（徳間書店） 2005年
  - アニメージュ文庫刊の2作品に加筆・修正を行ったものをまとめ、単行本化したもの
- 『装甲騎兵ボトムズペールゼン・ファイルズ』（矢立肇・高橋良輔原作、ホビージャパン）2009年
- 『最後の少女イヴ・オリジナルストーリー』マナメッセ 1993年
- 『メアリー・アニングの冒険 恐竜学をひらいた女化石屋』（矢島道子共著、朝日選書）2003年

## メディア出演

### テレビ
- ルパン三世 ルパンVS複製人間【アニメ術】（2020年、WOWOWプラス 映画・ドラマ・スポーツ・音楽） - インタビュー[35]